# Soumoulou
Soumoulou är en kommun i departementet Pyrénées-Atlantiques i regionen Nouvelle-Aquitaine i sydvästra Frankrike. Kommunen ligger i kantonen Pontacq som tillhör arrondissementet Pau. År 2022 hade Soumoulou 1 587 invånare.

## Befolkningsutveckling
Antalet invånare i kommunen Soumoulou
| Referens: INSEE |